# Alma Doepel
L’Alma Doepel est un trois-mâts goélette australien. Il est le plus ancien du monde de sa catégorie à pouvoir encore naviguer.

## Histoire
L’Alma Doepel a été construit en 1903 à Bellingen, en Nouvelle-Galles du Sud, par Frederik Doepel. Il a donné le nom de sa fille cadette Alma à ce bateau.
Ce voilier naviguait principalement autour de l'Australie, pour le transport de marchandises comme le bois, le blé et la confiture. 
Il a également été utilisé durant la Seconde Guerre mondiale comme navire de ravitaillement en Papouasie-Nouvelle-Guinée, avant de retourner au service commercial autour de la Tasmanie dès  1946.
De 1961 à 1975, l’Alma Doepel a été dépouillé de son gréement pour être utilisé au transport du calcaire, avant d'être vendu à la ferraille pour la valeur de ses moteurs à la société Sail & Adventure de Melbourne en 1976. 
De 1976 à 1987, l’Alma Doepel a été complètement restauré. Il a participé pour mener la parade de la voile dans le port de Sydney en janvier 1988. 
Après cela, il a été utilisé navire-école à Melbourne jusqu'en 1999. C'est le besoin de travaux de réparation de la coque et le manque de fonds qui a mis un terme à cette activité. 
En avril 2001, l’Alma Doepel a été emmené à Port Macquarie et est actuellement en cours de réparation. 
Ne pouvant plus naviguer, il se visite comme un bateau musée au quai Lady Nelson.